# Danilo Suarez
Danilo Suarez (Lucena, 20 december 1942) is een Filipijns politicus. Suarez was van 1992 tot 2001, van 2004 tot 2013 en van 2016 tot 2019 lid van het Filipijnse Huis van Afgevaardigden namens het 3e kiesdistrict van Quezon. Van 2019 tot 2022 was hij gouverneur van de provincie Quezon. Bij de verkiezingen van 2022 slaagde hij er niet in herkozen te worden.

## Biografie
Danilo Suarez werd geboren op 20 december 1942 in Lucena in de provincie Quezon (toen nog Tayabas). Na zijn middelbare schoolopleiding in Lucena verhuisde hij naar de Filipijnse hoofdstad Manilla. Daar trouwde hij in 1969 met Aleta Rodriguez. 
In 1992 werd Suarez namens het 3e kiesdistrict van Quezon gekozen in het Filipijns Huis van Afgevaardigden. Na drie opeenvolgende termijnen kon hij zich in 2001 niet herkiesbaar stellen. In zijn plaats werd zijn vrouw Aleta gekozen. Suarez werd in die periode door president Gloria Macapagal-Arroyo benoemd tot vicevoorzitter van de National Road Board. Van 2003 tot 2013 was Suarez opnieuw drie termijnen afgevaardigde van het 2e kiesdistrict van Quezon. In zijn laatste termijn werd hij op 16 januari 2012 bovendien gekozen tot Minority Floor Leader. In 2013 werd Suarez opnieuw opgevolgd door zijn vrouw, waarna hij bij de verkiezingen van 2016, zonder tegenkandidaat, opnieuw werd gekozen tot afgevaardigde.
In 2019  werd Suarez gekozen tot gouverneur van Quezon, waar hij zijn zoon David Suarez opvolgde. Bij de verkiezingen van 2022 deed hij opnieuw mee aan de gouverneursverkiezingen van de provincie Quezon. Hij verloor echter van  Angelina Tan.